# Jan Preisler

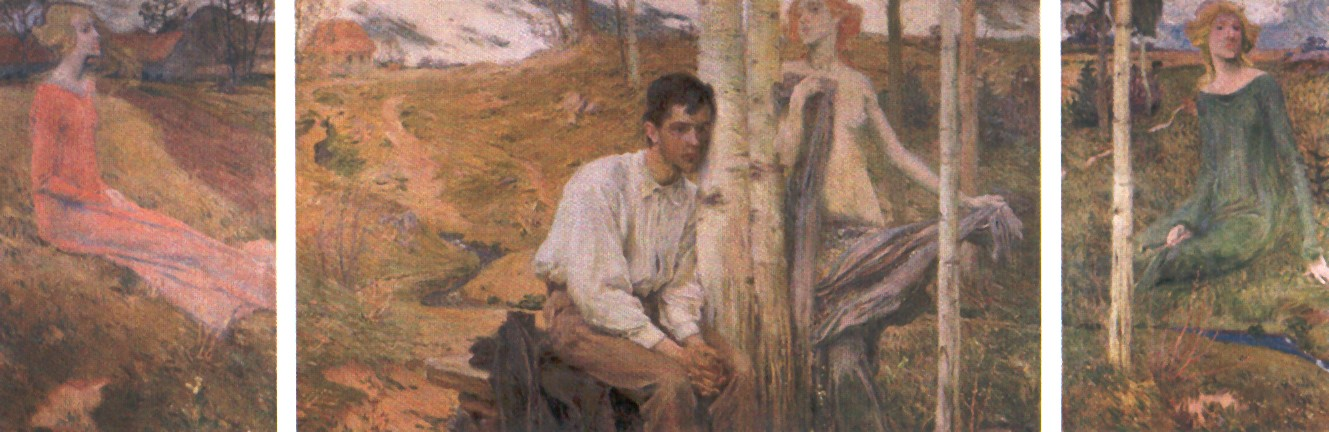
Tryptyk Jaro autorstwa Jana Preislera, olej na płótnie, rok 1900

Jan Preisler (ur. 17 lutego 1872 w Popovicach, zm. 27 kwietnia 1918 w Pradze) – czeski malarz i ilustrator książek, tworzący w stylu secesji.